# Суперкубок Білорусі з футболу серед жінок
Суперкубок Білорусі з футболу серед жінок — щорічний матч для переможця Вищої ліги Білорусі та володаря кубку країни, що проводиться Білоруською федерацією футболу. Розігрується з 2005 року.

## Переможці
| Сезонг | Переможець           | Рахунок         | Фіналіст                 |
| ------ | -------------------- | --------------- | ------------------------ |
| 2005   | «Надія» (Могильов)   | 1-0             | «Університет» (Вітебськ) |
| 2010   | «Зорка-БДУ» (Мінськ) | 6-1             | «Університет» (Вітебськ) |
| 2011   | «Бобруйчанка»        | 0-0, 4-3 (пен.) | «Зорка-БДУ» (Мінськ)     |
| 2012   | «Бобруйчанка»        | 2-0             | ФК «Мінськ»              |
| 2013   | «Зорка-БДУ» (Мінськ) | 3-1             | «Бобруйчанка»            |
| 2014   | ФК «Мінськ»          | 2-0             | «Бобруйчанка»            |
| 2015   | ФК «Мінськ»          | 1-0             | «Зорка-БДУ» (Мінськ)     |
| 2016   | ФК «Мінськ»          | 1-1, 4-3 (пен.) | «Зорка-БДУ» (Мінськ)     |
| 2017   | «Зорка-БДУ» (Мінськ) | 3-2             | ФК «Мінськ»              |
| 2018   | ФК «Мінськ»          | 3-0             | «Зорка-БДУ» (Мінськ)     |
| 2019   | ФК «Мінськ»          | 2-2, 3-2 (пен.) | РДУОР                    |
| 2020   | ФК «Мінськ»          | 5-0             | «Зорка-БДУ»              |